# Ricardo Marinello
Ricardo Marinello (* 28. November 1988 in Düsseldorf) ist ein deutsch-italienischer Opernsänger im Fach Tenor und der Gewinner der ersten Staffel der RTL-Show "Das Supertalent" im Jahr 2007. Weltweit bekannt als "Suddensinger", begeistert er auf allen großen Social-Media-Plattformen sein Publikum.

## Leben und Wirken

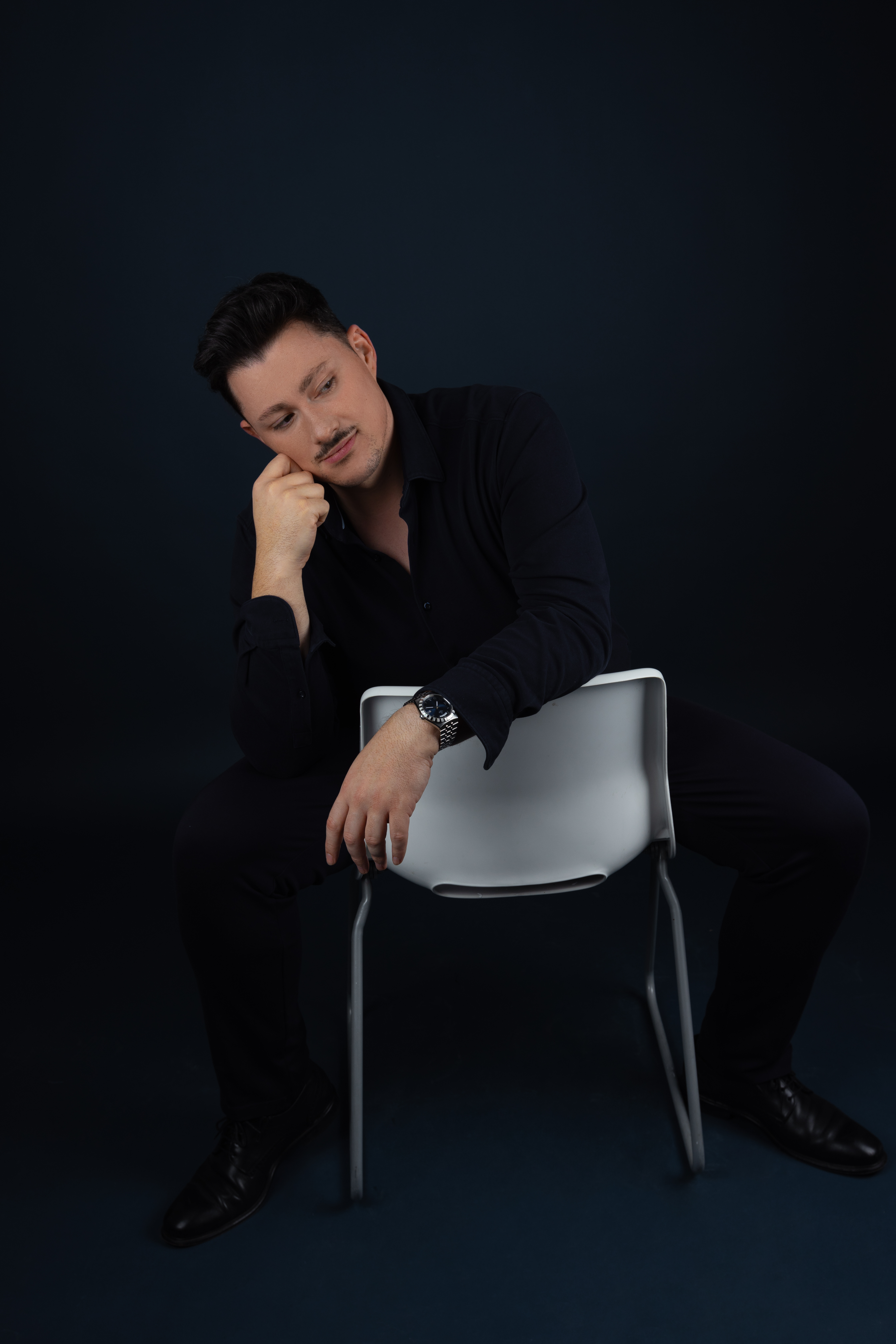

Bekannt wurde Marinello, der Sohn einer Deutschen und eines Italieners ist, durch den Gewinn der ersten Staffel von Das Supertalent. Im Finale konnte er sich mit 40 % gegen seine Konkurrenten durchsetzen. Am 7. Dezember 2007 veröffentlichte er mit The Beginning sein erstes Album, das es in Deutschland auf Platz 22 und in Österreich auf Platz 47 der Charts schaffte.
Ricardo Marinello zeigte früh ein großes Interesse für Musik und Gesang. Im November 2007, im Alter von 18 Jahren, gewann er den ersten Preis der RTL-Show „Das Supertalent“. Trotz verlockender Angebote entschied er sich, den klassischen Weg der Gesangsausbildung zu gehen.
Seine musikalische Ausbildung begann er bei Tenor Werner Compes und setzte sie an der Musikschule Krefeld bei Chao-Li Chen fort. Im Jahr 2008 nahm er ein Studium an der renommierten Robert-Schumann-Musikhochschule in Düsseldorf auf, wo er von Professor Jeanne Piland, Boris Statsenko und Professor Konrad Jarnot unterrichtet wurde. Seine Ausbildung wurde durch Meisterkurse bei namhaften Künstlern wie Kammersängerin Christa Ludwig, Kammersänger Peter Schreier, Werner Compes, Tom Krause, Professor Konrad Jarnot und Professor Charlotte Lehmann ergänzt.
Bereits während seines Studiums sammelte er Bühnenerfahrung in Produktionen der Hochschule Düsseldorf in Zusammenarbeit mit der Deutschen Oper am Rhein. Zu seinen Rollen zählen Don Luigino/Zeferino in Rossinis „Il viaggio a Reims“, Paco in Manuel de Fallas „La vida breve“, Tamino und Monostatos in Mozarts „Die Zauberflöte“ sowie der Matrose in Purcells Barockoper „Dido and Aeneas“.
Neben seinen Auftritten auf Opern- und Konzertbühnen widmet sich Ricardo Marinello auch der geistlichen Musik. Er singt Oratorien von Bach, Haydn, Beethoven, Gounod und Dvořák. Im Januar 2014 brillierte er als Solist bei der Aufführung der C-Dur Messe von Beethoven mit dem Rundfunkchor Berlin unter der Leitung von Simon Halsey in der Berliner Philharmonie.
Ricardo Marinello ist ein aktiver Konzertkünstler und arbeitet mit hochrangigen Ensembles und Kollegen wie mit den Düsseldorfer Symphonikern und dem European Philharmonic Orchestra zusammen. Er trat bei Gala- und Charity-Events in renommierten Häusern wie der Tonhalle Düsseldorf, dem Gasteig in München und der Berliner Philharmonie auf.
Aus einer Beziehung hat er eine 2014 geborene Tochter.
Im April 2023 dann der große Erfolg auf Social Media. Eine erfolgreiche Idee, die von seinem ehemaligen Manager Chris G. Maier stammt, besteht darin, ihn spontan in Restaurants beim Essen singen zu lassen und die Reaktionen der Gäste zu filmen. Diese Videos haben mittlerweile Aufrufe in dreistelliger Millionenhöhe erreicht und haben das Interesse von TV-Sendern und Printmedien weltweit geweckt.

## Auszeichnung
Er wurde mehrfach ausgezeichnet, darunter der erste Preis beim Festival della Canzone Italiana in New York 2010 und der Fritz-Atzl Workshop-Preis 2012. 2015 gewann er den Preis beim ersten Internationalen Lied-Festival am Zürichsee. 2011 erhielt er ein Stipendium der Bayreuther Festspiele vom Richard-Wagner-Verband.

## Diskografie
Alben
- 2007: The Beginning

Singles
- 2007: It's Christmas Time
- 2011: Der Atem des Himmels
- 2014: Deutsche Nationalhymne live at Megapark
- 2016: Luce del sole & Sonne und Licht – Lisa Rau & Ricardo Marinello
- 2019: Angeli Lassu
- 2020: Perfect Symphony – Ricardo Marinello & Tom Marks
- 2024: Respiro d´amore
- 2024: Io Vincero